# Scathophaga pallipes
Scathophaga pallipes är en tvåvingeart som först beskrevs av Szilady 1926.  Scathophaga pallipes ingår i släktet Scathophaga och familjen kolvflugor.
Artens utbredningsområde är Tunisien. Inga underarter finns listade i Catalogue of Life.